# Liste des records individuels de la LNH
 (janvier 2017).
Cet article présente la liste des records individuels de la LNH (Ligue nationale de hockey) depuis sa création en 1917 jusqu'à la fin de la saison 2022-2023.

## Saison régulière
Voici la liste des différents records individuels de la LNH réalisés par les joueurs depuis sa création.

### Saisons
- Plus grand nombre de saisons : 26 saisons ont été disputées par Gordie Howe (Détroit, 1946-1947 à 1970-1971 et Hartford, 1979-1980) et par Chris Chelios (Montréal, Chicago, Détroit, Atlanta, 1983-1984 à 2003-2004 et 2005-2006 à 2009-2010)[2].

### Parties jouées
- Plus grand nombre de parties jouées : 1 779 parties ont été jouées par Patrick Marleau (San José, Toronto, Pittsburgh, 1997-1998 à 2020-2021)[3]
- Plus grand nombre de parties jouées, incluant les séries : 1 992 parties ont été jouées par Mark Messier (Edmonton, Rangers de New York, Vancouver, 1 756 en saison régulière et 236 en séries)[4]
- Plus grand nombre de parties jouées consécutives : 1064 parties consécutives ont été disputées par Phil Kessel (Boston, Toronto, Pittsburgh, Arizona et Vegas).

### Buts
- Plus de buts : 895 buts ont été inscrits par Aleksandr Ovetchkine en 20 saisons pour 1 487 parties jouées pour les Capitals de Washington
- Plus de buts, incluant les séries : 1 016 buts ont été inscrits par Wayne Gretzky dont 894 en saison régulière pour 1 487 parties jouées et 122 en séries pour 208 parties jouées pour Edmonton, Los Angeles, Saint-Louis et les Rangers de New York[5]
- Plus de buts en une saison : 92 buts par Wayne Gretzky pour Edmonton en 1981-1982 en 80 parties jouées sur une saison de 80 parties[6]
- Plus de buts en une saison, incluant les séries : 100 buts par Wayne Gretzky pour Edmonton en 1983-1984 (87 buts en 74 parties jouées en saison régulière et 13 buts en 19 parties en séries)[7]
- Plus de buts en 50 matches depuis le début d'une saison : 61 buts par Wayne Gretzky, Edmonton, 1981-1982, du 7 octobre 1981 au 22 janvier 1982 en une saison de 80 parties[8]
- Plus de buts en un match : 7 buts par Joe Malone, Québec, le 31 janvier 1920 à Québec (Québec 10, Toronto 6)[9]
- Plus de buts en un match à l'extérieur : 6 buts par Red Berenson, Saint-Louis, le 7 novembre 1968 à Philadelphie (Saint-Louis 8, Philadelphie 0)[10]
- Plus de buts en une période : 4 buts
  - Joe Malone, Canadiens de Montréal, 16 février 1918
  - Mickey Roach, Toronto, 6 mars 1920
  - Joe Malone, Québec, 10 mars 1920
  - Joe Malone, Tigers de Hamilton, 23 février 1921
  - Alfred Lépine, Canadiens de Montréal, 14 décembre 1929
  - Busher Jackson, Toronto, 20 novembre 1934
  - Max Bentley, Chicago, 28 janvier 1943
  - Clint Smith, Chicago, 4 mars 1945
  - Red Berenson, Saint-Louis, 7 novembre 1968
  - Wayne Gretzky, Edmonton, 18 février 1981
  - Grant Mulvey, Chicago, 3 février 1982
  - Bryan Trottier, Islanders de New York, 13 février 1982
  - Al Secord, Chicago, 7 janvier 1987
  - Joe Nieuwendyk, Calgary, 11 janvier 1989
  - Peter Bondra, Washington, 5 février 1994
  - Mario Lemieux, Penguins de Pittsburgh, 26 janvier 1997
  - Patrick Marleau, Sharks de San José, 23 janvier 2017[11]
  - Tage Thompson, Sabres de Buffalo, 7 décembre 2022.

### Assistances
- Plus d'assistances : 1 963 assistances par Wayne Gretzky en 20 saisons pour 1 487 parties jouées pour Edmonton, Los Angeles, Saint-Louis et les Rangers de New York[12]
- Plus d'assistances, incluant les séries : 2 223 assistances par Wayne Gretzky dont 1 963 en saison régulière pour 1 487 parties jouées et 260 en séries pour 208 parties jouées pour Edmonton, Los Angeles, Saint-Louis et les Rangers de New York[13]
- Plus d'assistances en une saison : 163 assistances par Wayne Gretzky pour Edmonton en 1985-1986 en 80 parties jouées sur une saison de 80 parties[14]
- Plus d'assistances en une saison, incluant les séries : 174 assistances par Wayne Gretzky pour Edmonton, 1985-1986 (163 assistances en 80 parties jouées en saison régulière et 11 assistances en 10 parties en séries)[15]
- Plus d'assistances en un match : 7 assistances par Billy Taylor, Détroit, le 16 mars 1947 et Wayne Gretzky, lui, a réussi 3 fois l'exploit pour Edmonton le 15 février 1980, le 11 décembre 1985 et le 14 février 1986[16]
- Plus d'assistances en un match à l'extérieur : 7 assistances par Billy Taylor, Détroit, le 16 mars 1947 à Chicago et Wayne Gretzky, Edmonton, le 11 décembre 1985 à Chicago[17]
- Plus d'assistances en une période : 5 assistances par Dale Hawerchuk de Winnipeg le 6 mars 1984 à Los Angeles lors de la 2e période (Winnipeg 7, Los Angeles 3)[18].

### Points
- Plus de points : 2 857 points par Wayne Gretzky en 20 saisons pour 1 487 parties jouées (894 buts, 1 963 assistances) pour Edmonton, Los Angeles, Saint-Louis et les Rangers de New York[19]
- Plus de points, incluant les séries : 3 239 points par Wayne Gretzky dont 2 857 en 1 487 parties en saison régulière et 382 en 208 parties en séries pour Edmonton, Los Angeles, Saint-Louis et les Rangers de New York[20]
- Plus de points en une saison : 215 points par Wayne Gretzky pour Edmonton en 1985-1986 en 80 parties jouées sur une saison de 80 parties[21]
- Plus de points en une saison, incluant les séries : 255 points par Wayne Gretzky pour Edmonton, 1984-1985 (208 points en 80 parties jouées en saison régulière et 47 points en 18 parties en séries)[22]
- Plus de points en un match : 10 points par Darryl Sittler, Toronto, le 7 février 1976 à Toronto (6 buts, 4 assistances), Toronto 11, Boston 4[23]
- Plus de points en un match à l'extérieur : 8 points par Peter Stastny (4 buts, 4 assistances) et par Anton Stastny (3 buts, 5 assistances) pour Québec le 22 février 1981 à Washington (Québec 11, Washington 7)[24]
- Plus de points en une période : 6 points par Bryan Trottier des Islanders de New York le 23 décembre 1978 à New York en 2e période dont 3 buts et 3 assistances (Islanders de New York 9,Rangers de New York 4) et par Mika Zibanejad des Rangers de New York le 17 mars 2021 à New York en 2e période dont 3 buts et 3 assistances (Rangers de New York 9, Philadelphie 0)[25]
- Plus jeune joueur à obtenir 5 points dans un match : Ryan Nugent-Hopkins des Oilers d'Edmonton à 18 ans 221 jours.

### Buts en unités spéciales
- Plus de buts en avantage numérique : 274 buts comptés en supériorité numérique par Dave Andreychuk en 23 saisons en 1 639 parties disputées pour Buffalo, Toronto, New Jersey, Boston, Colorado et Tampa Bay
- Plus de buts en avantage numérique en une saison : 34 buts par Tim Kerr de Philadelphie au cours de la saison 1985-1986 en 76 matchs joués sur 80 parties
- Plus de buts en avantage numérique en une partie : 4 par Camille Henry, Rangers de New York le 13 mai 1954 à Détroit (Rangers de New York 5, Détroit 2), Bernard Geoffrion, Montréal, 19 février 1955 à Montréal (Montréal 10, Rangers de New York 2), Bryan Trottier, Islanders de New York, 13 février 1982 à Islanders de New York (Islanders de New York 8, Philadelphie 2), Chris Valentine, Washington, 27 février 1982 à Washington, Dave Andreychuk, Buffalo, 19 mai 1992 à Los Angeles (Buffalo 8, Los Angeles 2), Mario Lemieux, Pittsburgh, 20 mars 1993 à Pittsburgh, Luc Robitaille, Los Angeles, 25 novembre 1993 à Québec et Scott Mellanby, Saint-Louis, 6 mars 2003 (Saint-Louis 6, Phoenix 3)
- Plus de buts en désavantage numérique : 73 buts comptés en désavantage numérique par Wayne Gretzky en 20 saisons en 1 487 parties disputées pour Edmonton, Los Angeles, Saint-Louis et les Rangers de New York
- Plus de buts en désavantage numérique en une saison : 13 par Mario Lemieux de Pittsburgh au cours de la saison 1988-1989 en 76 parties jouées sur un calendrier de 80 parties
- Plus de buts en désavantage numérique en une partie : 3 par Theoren Fleury de Calgary le 9 mars 1991 à Saint-Louis (Calgary 8, Saint-Louis 4)

### Prolongation
- Plus de buts en prolongation : 24 buts ont été enregistrés en prolongation par Aleksandr Ovetchkine de Washington[26]
- Plus d'assistances en prolongation : 24 assistances par Ryan Getzlaf, Anaheim[27]
- Plus de points en prolongation : 37 points par Aleksandr Ovetchkine de Washington (24 buts, 13 assistances) et par Patrik Eliáš du New Jersey (16 buts, 21 assistances)[28]
- Plus de buts en prolongation en une saison : 5 buts par Steven Stamkos de Tampa Bay en 2011-2012, Jonathan Toews du Chicago en 2015-2016, Alex Galchenyuk de Montréal en 2016-2017 et par Brad Marchand en 2017-2018[29]

### Buts en tirs de barrage
- Plus de buts en tirs de barrage en une saison : 11 buts par Ilia Kovaltchouk du New Jersey en 2011-2012 (14 tirs)[30]
- Plus de buts en tirs de barrage à vie : 50 buts par Jonathan Toews de Chicago (101 tirs)[31]
- Plus de tirs pris en tirs de barrage en une saison : 18 tirs par Radim Vrbata de Phoenix en 2009-2010 (8 buts)[32]
- Plus de tirs pris en tirs de barrage à vie : 115 tirs par Joe Pavelski de San José et Dallas (43 buts)[33]
- Meilleur pourcentage de buts en tirs de barrage en une saison (minimum de 5 lancers) : 100 % par Thomas Vanek de la Floride et Détroit en 2010-2011 (5 buts, 5 tirs)[34]
- Meilleur pourcentage de buts en tirs de barrage (minimum de 10 lancers) : 80 % par Petteri Nummelin du Minnesota (8 buts, 10 tirs)[35]
- Plus de buts qui mettent un terme aux tirs de barrage en une saison : 7 buts par Ilia Kovaltchouk de New Jersey en 2011-2012 (14 tirs)[36]
- Plus de buts qui mettent un terme aux tirs de barrage : 23 par Frans Nielsen, Islanders de New York, Dét (97 tirs)[37]

### Centre
- Plus de buts par un centre : 894 buts en 20 saisons et 1 487 matchs pour Wayne Gretzky pour Edmonton, Los Angeles, Saint-Louis, et Rangers de New York[38]
- Plus de buts par un centre en une saison : 92 buts par Wayne Gretzky en 80 parties jouées sur une saison de 80 en 1981-1982 pour Edmonton[39]
- Plus d'assistances par un centre : 1 963 assistances en 20 saisons et 1 487 matchs pour Wayne Gretzky pour Edmonton, Los Angeles, Saint-Louis, Rangers de New York[40]
- Plus d'assistances par un centre en une saison : 163 assistances par Wayne Gretzky en 80 parties jouées sur une saison de 80 en 1985-1986 pour Edmonton[41]
- Plus de points par un centre : 2 857 points en 20 saisons et 1 487 matchs pour Wayne Gretzky pour Edmonton, Los Angeles, Saint-Louis, et Rangers de New York (894 buts, 1 963 assistances)[42]
- Plus de points par un centre en une saison : 215 points par Wayne Gretzky en 80 parties jouées sur une saison de 80 en 1985-1986 pour Edmonton[43]

### Ailier gauche
- Plus de buts par un ailier gauche : 853 buts en 1 426 matchs pour Aleksandr Ovetchkine avec Washington[44]
- Plus de buts par un ailier gauche en une saison : 65 buts par Aleksandr Ovetchkine en 82 parties jouées sur une saison de 82 en 2007-2008 pour Washington[45]
- Plus d'assistances par un ailier gauche : 813 assistances en 23 saisons et 1 540 matchs pour John Bucyk de Détroit et Boston[46]
- Plus d'assistances par un ailier gauche en une saison : 70 assistances par Joé Juneau en 84 parties jouées sur une saison de 84 en 1992-1993 pour Boston[47]
- Plus de points par un ailier gauche : 1485  points en 18 saisons et 1 347 matchs pour Alexander Ovechkin de washington capitals

- Plus de points par un ailier gauche en une saison : 125 points par Luc Robitaille en 84 parties jouées sur une saison de 84 en 1992-1993 pour Los Angeles[49]

### Ailier droit
- Plus de buts par un ailier droit : 801 buts en 26 saisons et 1 767 matchs pour Gordie Howe pour Détroit et Hartford[50]
- Plus de buts par un ailier droit en une saison : 86 buts par Brett Hull en 78 parties jouées sur une saison de 80 en 1990-1991 pour Saint-Louis[51]
- Plus d'assistances par un ailier droit : 1 155 assistances en 24 saisons et 1 733 matchs pour Jaromír Jágr de Pittsburgh, Washington, Rangers de New York, Philadelphie, Dallas, Boston, New Jersey, la Floride et Calgary[52]
- Plus d'assistances par un ailier droit en une saison : 87 assistances par Jaromír Jágr en 82 parties jouées sur une saison de 82 en 1995-1996 pour Pittsburgh et Nikita Kucherov en 82 parties jouées sur une saison de 82 en 2018-2019 pour Tampa Bay [53]
- Plus de points par un ailier droit : 1 921 points en 24 saisons et 1 733 matchs pour Jaromír Jágr de Pittsburgh, Washington, Rangers de New York, Philadelphie, Dallas, Boston, New Jersey, la Floride et Calgary (766 buts, 1 155 assistances)[54]
- Plus de points par un ailier droit en une saison : 149 points par Jaromír Jágr en 82 parties jouées sur une saison de 82 en 1995-1996 pour Pittsburgh[55]

### Défenseur
- Plus de buts par un défenseur : 410 buts en 22 saisons et 1 612 matchs pour Raymond Bourque de Boston et Colorado[56]
- Plus de buts par un défenseur en une saison : 48 buts par Paul Coffey en 79 parties jouées sur une saison de 80 en 1985-1986 pour Edmonton[57]
- Plus de buts par un défenseur en une partie : 5 buts par Ian Turnbull du Toronto le 2 février 1977 à Toronto (Toronto 9, Détroit 1)[58]
- Plus d'assistances par un défenseur : 1 169 assistances en 22 saisons et 1 612 matchs pour Raymond Bourque de Boston et Colorado[59]
- Plus d'assistances par un défenseur en une saison : 102 assistances par Bobby Orr en 78 parties jouées sur une saison de 78 en 1970-1971 pour Boston[60]
- Plus d'assistances par un défenseur en une partie : 6 assistances par Babe Pratt de Toronto, le 8 janvier 1944, Pat Stapleton de Chicago, le 30 mars 1969, Bobby Orr de Boston, le 1er janvier 1973, Ron Stackhouse de Pittsburgh, le 8 mars 1975, Paul Coffey de Edmonton, le 14 mars 1986 et Gary Suter de Calgary, le 4 avril 1986[61]
- Plus de points par un défenseur : 1 579 points en 22 saisons et 1 612 matchs pour Raymond Bourque de Boston et du Colorado (410 buts, 1 169 assistances)[62]
- Plus de points par un défenseur en une saison : 139 points par Bobby Orr de Boston en 78 parties jouées sur une saison de 78 en 1970-1971 pour Boston[63]
- Plus de points par un défenseur en une partie : 8 points par Tom Bladon de Phi, le 11 décembre 1977 et par Paul Coffey de Edmonton, le 14 mars 1986[64]

### Gardien de but
- Plus de points par un gardien de but : 48 points en 19 saisons et 777 matchs pour Tom Barrasso de Buffalo, Pittsburgh, Ottawa, Caroline, Toronto et Saint-Louis[65]
- Plus de points par un gardien de but en une saison : 14 points par Grant Fuhr en 45 parties jouées sur une saison de 80 en 1983-1984 pour Edmonton[66]
- Plus de points par un gardien de but en une partie : 3 points par Jeff Reese de Calgary le 10 février 1993 à Calgary (Calgary 13, San José 1)[67]

### Recrue
- Plus de buts par une recrue en une saison : 76 buts par Teemu Selanne en 84 parties jouées sur une saison de 84 en 1992-1993 pour Winnipeg[68]
- Plus de buts par un joueur dans sa première saison dans la LNH en une partie : 5 buts par Joe Malone, Montréal, le 19 décembre 1917, le 12 janvier 1918 et le 2 février 1918, Harry Hyland, Wanderers de Montréal, le 19 décembre 1917, Mickey Roach, Toronto, le 6 mars 1920, Howie Meeker, Toronto, le 8 janvier 1947 et par Don Murdoch, Rangers de New York, le 12 octobre 1976[69]
- Plus de buts par un joueur dans sa première partie dans la LNH : 5 buts par Joe Malone, Montréal, le 19 décembre 1917 et par Harry Hyland, Wanderers de Montréal, le 19 décembre 1917[70]
- Plus d'assistances par une recrue en une saison : 70 assistances par Peter Stastny en 77 parties jouées sur une saison de 80 en 1980-1981 pour Québec et par Joe Juneau en 84 parties jouées sur une saison de 84 en 1992-1993 pour Boston[71]
- Plus d'assistances par un joueur dans sa première saison dans la LNH en une partie : 6 assistances par Gary Suter, Calgary, le 4 avril 1986 contre Edmonton (Calgary 9, Edmonton 3)[72]
- Plus d'assistances par un joueur dans sa première partie dans la LNH : 4 assistances par Earl Reibel, Détroit, le 8 octobre 1953 et par Roland Eriksson, Minnesota, le 6 octobre 1976[73]
- Plus de points par une recrue en une saison : 132 points par Teemu Selanne en 84 parties jouées sur une saison de 84 en 1992-1993 pour Winnipeg[74]
- Plus de points par un joueur dans sa première saison dans la LNH en une partie : 8 points pour Peter Stastny, Québec, le 22 février 1981 à Washington (4 buts, 4 assistances), (Québec 11, Washington 7) et pour Anton Stastny, Québec, le 22 février 1981 à Washington (3 buts, 5 assistances), (Québec 11, Washington 7)[75]
- Plus de points par un joueur dans sa première partie dans la LNH : 5 points par Joe Malone, Montréal, le 19 décembre 1917, Harry Hyland, Wanderers de Montréal, le 19 décembre 1917 et par Al Hill, Philadelphie, le 14 février 1977[76]
- Plus de buts par un défenseur recrue en une saison : 23 buts par Brian Leetch en 68 parties jouées sur une saison de 80 en 1988-1989 pour les Rangers de New York[77]
- Plus d'assistances par un défenseur recrue en une saison : 60 assistances par Larry Murphy en 80 parties jouées sur une saison de 80 en 1980-1981 pour Los Angeles[78]
- Plus de points par un défenseur recrue en une saison : 76 points par Larry Murphy en 80 parties jouées sur une saison de 80 en 1980-1981 pour Los Angeles[79]

### Moyenne
- Plus haute moyenne de buts par partie parmi les joueurs de 200 buts ou plus : 0,762 pour Mike Bossy des Islanders de New York de 1977-1978 à 1986-1987 avec 573 buts en 752 parties jouées[80]
- Plus haute moyenne de buts par partie en une saison parmi les joueurs de 20 buts ou plus : 2,20 pour Joe Malone, Montréal en 1917-1918 avec 44 buts en 20 parties jouées[81]
- Plus haute moyenne de buts par partie en une saison parmi les joueurs de 50 buts ou plus : 1,18 pour Wayne Gretzky, Edmonton, Los Angeles, Saint-Louis, Rangers de New York, en 1983-1984 avec 87 buts en 74 parties jouées[82]
- Plus haute moyenne d'assistances par partie parmi les joueurs de 300 assistances ou plus : 1,320 pour Wayne Gretzky, Edmonton, Los Angeles, Saint-Louis, Rangers de New York, de 1979-1980 à 1998-1999 avec 1 963 assistances en 1 487 parties jouées[83]
- Plus haute moyenne d'assistances par partie en une saison parmi les joueurs de 20 assistances ou plus : 2,04 pour Wayne Gretzky, Edmonton en 1985-1986 avec 163 assistances en 80 parties jouées[84]
- Plus haute moyenne de points par partie parmi les joueurs de 500 points ou plus : 1,921 pour Wayne Gretzky, Edmonton, Los Angeles, Saint-Louis, Rangers de New York, de 1979-1980 à 1998-1999 avec 2 857 points (894 buts, 1 963 assistances) en 1 487 parties jouées[85]
- Plus haute moyenne de points par partie en une saison parmi les joueurs de 50 points ou plus : 2,77 pour Wayne Gretzky, Edmonton en 1983-1984 avec 205 points en 74 parties jouées[86]

### Plateaux
- Plus de saisons de 20 buts ou plus : 22 saisons de 20 buts ou plus en 26 saisons par Gordie Howe de Détroit et Hartford[87]
- Plus de saisons consécutives de 20 buts ou plus : 22 par Gordie Howe de Détroit de 1949-1950 à 1970-1971[88]
- Plus de saisons de 30 buts ou plus : 17 saisons de 30 buts ou plus en 19 saisons par Mike Gartner de Washington, Minnesota, Rangers de New York, Toronto et Phoenix[89]
- Plus de saisons consécutives de 30 buts ou plus : 15 par Mike Gartner, Washington, Minnesota, Rangers de New York, Toronto de 1979-1980 à 1993-1994 et par Jaromír Jágr, Pittsburgh, Washington, Rangers de New York de 1991-1992 à 2006-2007[90]
- Plus de saisons de 40 buts ou plus : 12 saisons de 40 buts ou plus en 20 saisons par Wayne Gretzky de Edmonton, Los Angeles, Saint-Louis et Rangers de New York[91]
- Plus de saisons consécutives de 40 buts ou plus : 12 par Wayne Gretzky, Edmonton, Los Angeles, de 1979-1980 à 1990-1991[92]
- Plus de saisons de 50 buts ou plus : 9 saisons de 50 buts ou plus en 10 saisons par Mike Bossy, Islanders de New York et en 20 saisons par Wayne Gretzky, Edmonton, Los Angeles, Saint-Louis, Rangers de New York[93]
- Plus de saisons consécutives de 50 buts ou plus : 9 par Mike Bossy, Islanders de New York de 1977-1978 à 1985-1986[94]
- Plus de saisons de 60 buts ou plus : 5 saisons de 60 buts ou plus en 10 saisons par Mike Bossy, Islanders de New York et en 20 saisons par Wayne Gretzky, Edmonton, Los Angeles, Saint-Louis, Rangers de New York[95]
- Plus de saisons consécutives de 60 buts ou plus : 4 par Wayne Gretzky, Edmonton de 1981-1982 à 1984-1985[96]
- Plus de saisons de 100 points ou plus : 15 saisons de 100 points ou plus en 20 saisons par Wayne Gretzky, Edmonton, Los Angeles, Saint-Louis, Rangers de New York[97]
- Plus de saisons consécutives de 100 points ou plus : 13 par Wayne Gretzky, Edmonton, Los Angeles, de 1979-1980 à 1991-1992[98]

### Parties de 3 buts ou plus
- Plus de parties de 3 buts ou plus : 50 parties de 3 buts ou plus en 20 saisons par Wayne Gretzky, Edmonton, Los Angeles, Saint-Louis, Rangers de New York (37 parties de 3 buts, 9 parties de 4 buts et 4 parties de 5 buts)
- Plus de parties de 3 buts ou plus en une saison : 10 parties par Wayne Gretzky, Edmonton en 1981-1982 (6 parties de 3 buts, 3 parties de 4 buts et 1 partie de 5 buts) et encore par Wayne Gretzky, Edmonton en 1983-1984 (6 parties de 3 buts et 4 parties de 4 buts)

### Séquences
- Plus longue séquence consécutive de buts : 16 parties par Punch Broadbent de Ottawa en 1921-1922 (27 buts)
- Plus longue séquence consécutive d'assistances : 23 parties par Wayne Gretzky de Los Angeles en 1990-1991 (48 assistances)
- Plus longue séquence consécutive de points : 51 parties par Wayne Gretzky de Edmonton en 1983-1984 (61 buts, 92 assistances, 153 points)
- Plus longue séquence consécutive de points depuis le début d'une saison : 51 parties par Wayne Gretzky de Edmonton en 1983-1984 (61 buts, 92 assistances, 153 points). La séquence prit fin à Los Angeles et leur gardien de but Markus Mattsson le 28 janvier 1984
- Plus longue séquence consécutive de points par un défenseur : 28 parties par Paul Coffey de Edmonton en 1985-1986 (16 buts, 39 assistances, 55 points)
- Plus longue séquence consécutive de points par une recrue : 20 parties par Paul Stastny du Colorado en 2006-2007 (11 buts, 18 assistances, 29 points)
- Plus longue séquence consécutive de points par un défenseur recrue : 15 parties par Shayne Gostisbehere des Flyers de Philadelphie en 2015-2016 (5 buts, 13 assistances, 18 points)

### Buts et assistances les plus rapides
- Le but le plus rapide depuis le début d'un match : 5 s par Merlyn Phillips des Maroons de Montréal le 29 décembre 1926 à Chicago, par Doug Smail de Winnipeg le 20 décembre 1981 à Winnipeg, par Bryan Trottier des Islanders de New York le 22 mars 1984 à Boston et par Alexander Mogilny de Buffalo le 21 décembre 1991 à Toronto
- Le but le plus rapide depuis le début d'une période : 4 s par Claude Provost de Montréal le 9 novembre 1957 à Montréal en deuxième période, par Denis Savard de Chicago le 12 janvier 1986 à Chicago en troisième période et par James van Riemsdyk de Toronto le 28 mars 2014 à Philadelphie en deuxième période
- Le but le plus rapide dans son premier match de la LNH : 15 s par Gus Bodnar de Toronto le 30 octobre 1943 à Toronto
- Les deux buts les plus rapides depuis le début d'un match : 27 s par Mike Knuble de Boston le 14 février 2003 en Floride
- Les deux buts les plus rapides : 4 s par Nels Stewart des Maroons de Montréal le 3 janvier 1931 à Montréal à 8 min 24 s et 8 min 28 s de la troisième période et par Deron Quint du Winnipeg le 15 décembre 1995 à Winnipeg à 7 min 51 s et 7 min 55 s de la troisième période[99]
- Les trois buts les plus rapides : 21 s par Bill Mosienko de Chicago le 23 mars 1952 à Rangers de New York contre le cerbère Lorne Anderson. Mosienko marqua à 6 min 9 s, 6 min 20 s et 6 min 30 s de la troisième période
- Les trois assistances les plus rapides : 21 s par Gus Bodnar de Chicago le 23 mars 1952 à Rangers de New York, Bodnar assista Mosienko sur chacun de ses trois buts

### Tirs au but
- Plus de tirs au but en une saison : 550 tirs au but en une saison de 78 parties jouées sur une saison de 78 pour Phil Esposito du Boston en 1970-1971
- Plus de tirs au but en un match (depuis 1959-1960) : 19 tirs au but en un match pour Raymond Bourque du Boston le 21 mars 1991 contre Québec[100]

### Pénalités
- Plus de minutes de pénalités : 3 971 minutes de pénalités en 14 saisons et 962 parties jouées pour Tiger Williams, Toronto, Vancouver, Détroit, Los Angeles et Hartford[101]
- Plus de minutes de pénalités en incluant les séries : 4 426 minutes de pénalités pour Tiger Williams, Toronto, Vancouver, Détroit, Los Angeles et Hartford (3 971 en 962 parties de saison régulière et 455 en 83 parties de séries)[102]
- Plus de minutes de pénalités en une saison : 472 par Dave Schultz de Philadelphie en 1974-1975
- Plus de pénalités en un match : 10 par Chris Nilan, Boston le 31 mars 1991 à Boston contre Hartford (6 mineures, 2 majeures, 1 dix-minutes de mauvaise conduite et 1 d'inconduite de partie)
- Plus de minutes de pénalités en un match : 67 par Randy Holt, Los Angeles, le 11 mars 1979 à Philadelphie (1 mineure, 3 majeures, 2 dix-minutes de mauvaise conduite et 3 d'inconduite de partie)
- Plus de pénalités en une période : 9 par Randy Holt, Los Angeles, le 11 mars 1979 à Philadelphie en première période
- Plus de minutes de pénalités en une période : 67 par Randy Holt, Los Angeles, le 11 mars 1979 à Philadelphie en première période

### Devant le filet
- Plus de matchs où un gardien de but est apparu : 1 266 matchs par Martin Brodeur, New Jersey, Saint-Louis, de 1991-1992 à 2003-2004 et 2005-2006 à 2014-2015
- Plus de matchs consécutifs complets par un gardien de but : 502 matchs par Glenn Hall, Détroit, Chicago. Hall a joué 502 matchs à partir du début de la saison 1954-1955 jusqu'aux douze premiers matchs de la saison 1962-1963. Dans son 503e match consécutif, le 7 novembre 1962, à Chicago, Hall fut retiré du match contre Boston à cause d'une blessure en première période
- Plus de matchs où un gardien de but est apparu en une saison : 79 matchs par Grant Fuhr, Saint-Louis en 1995-1996
- Plus de minutes disputées par un gardien de but : 74 439 minutes ont été disputées par Martin Brodeur, New Jersey, Saint-Louis, de 1991-1992 à 2003-2004 et 2005-2006 à 2014-2015
- Plus de minutes disputées par un gardien de but en une saison : 4 697 minutes par Martin Brodeur, New Jersey en 2006-2007
- Plus de blanchissages : 125 blanchissages en 22 saisons disputées par Martin Brodeur, New Jersey, Saint-Louis, 1991-1992, 1993-1994 à 2003-2004, 2005-2006 à 2014-2015
- Plus de blanchissages en une saison : 22 blanchissages en 44 parties jouées pour George Hainsworth, Montréal en 1928-1929
- Plus longue séquence de blanchissages par un gardien de but : 460 min 49 s par Alec Connell, Ottawa, en 1927-1928 (6 blanchissages /consécutifs)
- Plus de victoires par un gardien de but : 691 victoires en 22 saisons et 1 266 parties jouées pour Martin Brodeur, New Jersey, Saint-Louis,
- Plus de victoires par un gardien de but en une saison : 48 victoires en 78 parties jouées pour Martin Brodeur, New Jersey, en 2006-2007 et en 66 parties jouées pour Braden Holtby, Wash, en 2015-2016
- Plus longue séquence de victoires par un gardien de but en une saison : 17 par Gilles Gilbert de Boston en 1975-1976
- Plus longue séquence sans défaite par un gardien de but en une saison : 32 par Gerry Cheevers de Boston en 1971-1972 (24 victoires, 8 matchs nuls)
- Plus longue séquence sans défaite par un gardien de but dans sa première saison dans la LNH : 23 par Grant Fuhr de Edmonton en 1981-1982 (15 victoires, 8 matchs nuls)
- Plus longue séquence sans défaite par un gardien de but à partir du début de sa carrière : 16 par Patrick Lalime de Pittsburgh en 1996-1997 (14 victoires, 2 matchs nuls)
- Plus de saisons de 30 victoires ou plus par un gardien de but : 14 par Martin Brodeur, New Jersey, Saint-Louis, en 22 saisons
- Plus de saisons consécutives de 30 victoires ou plus par un gardien de but : 12 saisons pour Martin Brodeur du New Jersey de 1995-1996 à 2003-2004 et 2005-2006 à 2007-2008
- Plus de saisons de 40 victoires ou plus par un gardien de but : 8 par Martin Brodeur, NJ, St-L, en 22 saisons
- Plus de saisons consécutives de 40 victoires ou plus par un gardien de but : 3 saisons pour Martin Brodeur du New Jersey de 2005-2006 à 2007-2008, Evgeni Nabokov de San José de 2007-2008 à 2009-2010 et par Braden Holtby de Washington de 2014-2015 à 2016-2017
- Plus de défaites par un gardien de but : 397 défaites en 22 saisons et 1 266 parties jouées pour Martin Brodeur, New Jersey, Saint-Louis
- Plus de défaites par un gardien de but en une saison : 48 défaites en 71 parties jouées pour Gary Smith, la Californie, en 1970-1971

### Gardien de but en tirs de barrage
- Plus de gains en tirs de barrage en une saison : 10 gains en 10 parties disputées par Mathieu Garon, Edmonton en 2007-2008, en 10 parties disputées par Jonathan Quick, Los Angeles en 2010-2011, en 14 parties disputées par Ryan Miller, Buffalo en 2006-2007 et en 16 parties disputées par Martin Brodeur, New Jersey en 2006-2007
- Plus de gains en tirs de barrage : 59 gains en 104 parties disputées pour Henrik Lundqvist des Rangers de New York et en 97 parties disputées par Ryan Miller, Buffalo, Saint-Louis, Vancouver et Anaheim[103]
- Plus de lancers contre en tirs de barrage en une saison : 75 lancers contre Roberto Luongo, la Floride en 2014-2015 (21 buts alloués)
- Plus de lancers contre en tirs de barrage : 394 lancers contre Roberto Luongo, la Floride, Vancouver (126 buts alloués)[104]

## Séries éliminatoires

### Parties jouées
- Plus d'années en séries : 24 ans pour Chris Chelios, Montréal, Chicago, Détroit (1984 à 1997 inclusivement, 1999 à 2004 inclusivement et 2006 à 2009 inclusivement)
- Plus d'années consécutives en séries : 20 ans pour Larry Robinson, Montréal, Los Angeles (1973 à 1992 inclusivement) et pour Nicklas Lidström, Détroit (1992 à 2004 inclusivement et 2006 à 2012 inclusivement)
- Plus de parties en séries : 266 parties disputées en séries pour Chris Chelios, Montréal, Chicago, Détroit
- Plus d'années en finale : 12 années pour Maurice Richard (Montréal en 1944, 1946, 1947, 1951, 1952, 1953, 1954, 1955, 1956, 1957, 1958, 1959 et 1960), Red Kelly (Détroit en 1948, 1949, 1950, 1952, 1954, 1955, 1956 et Toronto en 1960, 1962, 1963, 1964 et 1967), Jean Béliveau (Montréal en 1954, 1955, 1956, 1957, 1958, 1960, 1965, 1966, 1967, 1968, 1969 et 1971, Béliveau a remporté la Coupe en 1959 mais il a manqué la finale à cause de blessures) et Henri Richard (Montréal en 1956, 1957, 1958, 1959, 1960, 1965, 1966, 1967, 1968, 1969, 1971 et 1973)
- Plus de saisons consécutives en finale : 10 saisons pour Bernard Geoffrion (Montréal de 1950-1951 à 1959-1960), Doug Harvey (Montréal de 1950-1951 à 1959-1960), Tom Johnson, (Montréal de 1950-1951 à 1959-1960) et Bert Olmstead (Montréal de 1950-1951 à 1958-1959 et Toronto en 1959-1960)
- Plus de matchs dans les finales : 65 par Red Kelly (Détroit, 37 et Toronto, 28), et par Henri Richard (Montréal)
- Plus longue carrière sans avoir remporté la Coupe Stanley : 22 saisons et 1 484 matchs (saisons régulières et séries) pour Doug Mohns (Apparitions en finales en 1957 et 1958 pour Boston et 1965 pour Chicago)
- Plus de Coupe Stanley : 11 pour Henri Richard, Montréal en 1956, 1957, 1958, 1959, 1960, 1965, 1966, 1968, 1969, 1971 et 1973
- Coupe Stanley avec le plus d'équipes différentes : 4 équipes pour Jack Marshall (6 victoire dont les Victorias de Winnipeg en 1901, AAA de Montréal en 1902 et 1903, Wanderers de Montréal en 1907 et 1910, Toronto en 1914)

### Buts
- Plus de buts en séries : 122 buts par Wayne Gretzky, Edmonton, Los Angeles, Saint-Louis, Rangers de New York
- Plus de buts en finales : 34 buts par Maurice Richard, Montréal en 59 matchs
- Plus de buts en une saison éliminatoire : 19 buts en 16 parties disputées par Reggie Leach, Philadelphie en 1976 et en 18 parties disputées par Jari Kurri, Edmonton en 1985
- Plus de buts en une série (excluant la finale) : 12 buts par Jari Kurri, Edmonton en 1985 en finale de conférence, 6 matchs contre Chicago
- Plus de buts en une série finale : 9 buts par Babe Dye, Toronto en 1922, 5 matchs contre les Millionnaires de Vancouver
- Plus de buts en un match : 5 buts pour Newsy Lalonde, Montréal le 1er mars 1919 à Montréal, pour Maurice Richard, Montréal le 23 mars 1944 à Montréal, pour Darryl Sittler, Toronto le 22 avril 1976 à Toronto, pour Reggie Leach, Philadelphie le 6 mai 1976 à Philadelphie et pour Mario Lemieux, Pittsburgh le 25 avril 1989 à Pittsburgh
- Plus de buts en une période : 4 buts par Tim Kerr de Philadelphie le 13 avril 1985 à Rangers de New York en deuxième période et par Mario Lemieux de Pittsburgh le 25 avril 1989 à Pittsburgh en première période
- Plus de buts dans une finale de la Coupe Stanley : 9 buts par Cyclone Taylor, Millionnaires de Vancouver en 1918 (5 matchs), par Frank Foyston, Metropolitans de Seattle en 1919 (5 matchs) et par Babe Dye, Saint-Patricks de Toronto en 1922 (5 parties)
- Plus de buts en un match de la finale de la Coupe Stanley : 4 par Newsy Lalonde, Mtl, le 22 mars 1919, par Babe Dye, Saint-Patricks de Toronto le 28 mars 1922, par Ted Lindsay, Détroit, le 5 avril 1955 et par Maurice Richard, Mtl, le 6 avril 1957
- Plus de buts en une période lors d'une finale de la Coupe Stanley : 3 buts par Busher Jackson, Toronto, en 2e période du 1er match contre les Rangers de New York le 5 avril 1932, par Ted Lindsay, Détroit, en 2e période du 2e match contre Montréal le 5 avril 1955, par Maurice Richard, Montréal, en 2e période du 1er match contre Boston le 6 avril 1957, par Wayne Gretzky, Edmonton, en 1re période du 3e match contre Philadelphie le 25 mai 1985, par Dirk Graham, Chicago, en 1re période du 4e match contre Pittsburgh le 1er juin 1992 et par Peter Forsberg, Colorado, en 1re période du 2e match contre la Floride le 6 juin 1996

### Assistances
- Plus d'assistances en séries : 260 assistances par Wayne Gretzky, Edmonton, Los Angeles, Saint-Louis, Rangers de New York
- Plus d'assistances en une saison éliminatoire : 31 assistances en 19 parties disputées par Wayne Gretzky, Edmonton en 1988
- Plus d'assistances en une série (excluant la finale) : 14 assistances par Rick Middleton, Boston en 1983 en finale de division, 7 matchs contre Buffalo et par Wayne Gretzky, Edmonton en 1985 en finale de conférence, 6 matchs contre Chicago
- Plus d'assistances en une série finale : 10 assistances par Wayne Gretzky, Edmonton en 1988
- Plus d'assistances en un match : 6 assistances pour Mikko Leinonen, Rangers de New York le 8 avril 1982 à Rangers de New York et pour Wayne Gretzky, Edmonton le 9 avril 1987 à Edmonton
- Plus d'assistances en une période : 3 assistances par un joueur pendant une période d'un match des séries éliminatoires ont été enregistrées en 88 occasions. J. T. Miller des Rangers de New York est le joueur le plus récent à égaler cette marque de 3 assistances en 2e période à Pittsburgh le 16 avril 2016. Pointage final: Rangers de New York 4, Pittsburgh 2
Wayne Gretzky a réussi 3 assistances pendant une période 5 fois; Raymond Bourque, 3 fois; Toe Blake, Jean Béliveau, Doug Harvey et Bobby Orr, 2 fois chacun. Joe Primeau de Toronto a été le premier joueur à être crédité de 3 assistances dans une période d'un match de séries éliminatoires, en 3e période à Boston contre les Rangers de New York le 7 avril 1932. (Pointage final: Toronto 6, Rangers de New York 2)

### Points
- Plus de points en séries : 382 points par Wayne Gretzky, Edmonton, Los Angeles, Saint-Louis, Rangers de New York (122 buts, 260 assistances)
- Plus de points en une saison éliminatoire : 47 points en 18 parties disputées par Wayne Gretzky, Edmonton en 1985 (17 buts, 30 assistances)
- Plus de points en une série (excluant la finale) : 19 points par Rick Middleton, Boston en 1983 en finale de division, 7 matchs contre Buffalo (5 buts, 14 assistances)
- Plus de points en un match : 8 points pour Patrik Sundström, New Jersey le 22 avril 1988 au New Jersey et pour Mario Lemieux, Pittsburgh le 25 avril 1989 à Pittsburgh
- Plus de points en une période : 4 points par un joueur pendant une période d'un match des séries éliminatoires ont été enregistrés par Maurice Richard, Montréal, le 29 mars 1945, par Dickie Moore, Montréal, le 25 mars 1954, par Barry Pederson, Bos, le 8 avril 1982, par Peter McNab, Boston, le 11 avril 1982, par Tim Kerr, Philadelphie, le 13 avril 1985, par Ken Linseman, Boston, le 14 avril 1985, par Wayne Gretzky, Edmonton, le 12 avril 1987, par Glenn Anderson, Edmonton, le 6 avril 1988, par Mario Lemieux, Pittsburgh, le 25 avril 1989, par Dave Gagner, North Stars du Minnesota, le 8 avril 1991, par Mario Lemieux, Pittsburgh, le 23 avril 1992, par Alexander Mogilny, New Jersey, le 28 avril 2001, par Brad Richards, Dallas, 27 avril 2008, par Johan Franzen, Détroit, le 6 mai 2010, par Tyler Seguin, Boston, le 17 mai 2011 et par Jeff Carter, Los Angeles, le 21 mai 2014
- Plus de points en finale : 62 points pour Jean Béliveau, Montréal dont 30 buts, 32 assistances en 64 matchs de finale de la Coupe Stanley
- Plus de points en finale dans une série : 13 points pour Wayne Gretzky, Edmonton dont 3 buts, 10 assistances en 4 matchs plus le match suspendu en 1988

### Buts en avantage numérique
- Plus de buts en avantage numérique en séries : 38 buts par Brett Hull, Saint-Louis, Dallas, Détroit
- Plus de buts en avantage numérique en une année de séries : 9 buts par Mike Bossy, Islanders de New York, en 1981 en 18 parties disputées contre Toronto, Edmonton, Rangers de New York et Minnesota et par Cam Neely, Boston, en 1991 en 19 parties disputées contre Hartford, Montréal et Pittsburgh
- Plus de buts en avantage numérique en une série éliminatoire : 6 buts par Chris Kontos, Los Angeles, en 1989 en demi-finale de division contre Edmonton, remportée par Los Angeles 4-3
- Plus de buts en avantage numérique en un match : 3 buts par Syd Howe, Détroit, le 23 mars 1939, par Sid Smith, Toronto, le 10 avril 1949, par Philadelphie Esposito, Boston, le 2 avril 1969, par John Bucyk, Boston, le 21 avril 1974, par Denis Potvin, Islanders de New York, le 17 avril 1981, par Tim Kerr, Philadelphie, le 13 avril 1985, par Jari Kurri, Edmonton, le 9 avril 1987, par Mark Johnson, New Jersey, le 22 avril 1988, par Dino Ciccarelli, Détroit, le 29 avril 1993 et le 11 mai 1995, par Valeri Kamenski, Colorado, le 24 avril 1997 et par Jonathan Toews, Chicago, le 7 mai 2010
- Plus de buts en avantage numérique en une période : 3 buts par Tim Kerr, Philadelphie le 3 avril 1985 à Rangers de New York en 2e période dans une victoire de 6-5

### Buts en désavantage numérique
- Plus de buts en désavantage numérique en séries : 12 buts par Mark Messier, Edmonton, Rangers de New York
- Plus de buts en désavantage numérique en une année de séries : 3 buts par Derek Sanderson, Boston en 1969, par Bill Barber, Philadelphie en 1980, par Lorne Henning, Islanders de New York en 1980, par Wayne Gretzky, Edmonton en 1983, par Wayne Presley, Chicago en 1989, et par Todd Marchant, Edmonton en 1997
- Plus de buts en désavantage numérique en une série éliminatoire : 3 buts par Bill Barber, Philadelphie en 1980 contre Minnesota et par Wayne Presley, Chicago en 1989 contre Détroit
- Plus de buts en désavantage numérique en un match : 2 buts se sont comptés par Dave Keon, Tor, le 18 avril 1963, par Bryan Trottier, Islanders de New York, le 8 avril 1980, par Bobby Lalonde, Boston, le 11 avril 1981, par Wayne Gretzky, Edmonton, le 6 avril 1983, par Jari Kurri, Edmonton, le 24 avril 1983, par Wayne Gretzky, Edmonton, le 25 avril 1985, par Mark Messier, Rangers de New York, le 21 avril 1992, par Tom Fitzgerald, Islanders de New York, le 8 mai 1993, par Rod Brind'Amour, Philadelphie, le 26 avril 1997, par Jeremy Roenick, Phoenix, le 24 avril 1998, par Vincent Damphousse, San José, le 30 avril 1999, par John Madden, New Jersey, le 24 avril 2006 et par Dustin Brown, Los Angeles, le 13 avril 2012
- Plus de buts en désavantage numérique en une période : 2 buts par Bryan Trottier, Islanders de New York le 8 avril 1980 à Islanders de New York en 2e période, par Bobby Lalonde, Boston le 11 avril 1981 à Minnesota en 3e période, par Jari Kurri, Edmonton le 24 avril 1983 à Edmonton en 3e période, par Rod Brind'Amour, Philadelphie le 26 avril 1997 à Philadelphie en 1re période, par Jeremy Roenick, Phoenix le 24 avril 1998 à Détroit en 2e période et par Vincent Damphousse, San José le 30 avril 1999 à Colorado en 3e période

### Buts gagnants
- Plus de buts gagnants en séries : 24 buts gagnants en séries pour Wayne Gretzky, Edmonton, Los Angeles, Saint-Louis, Rangers de New York, et Brett Hull, Saint-Louis, Dallas, Détroit
- Plus de buts gagnants en une année de séries : 7 par Brad Richards, Tampa Bay, en 23 parties disputées en 2004
- Plus de buts gagnants en une série éliminatoire : 4 par Mike Bossy, Islanders de New York, en 1983 en finale de conférence contre Boston, remportée par les Islanders 4-2

### Buts en prolongation
- Plus de buts en prolongation en séries : 8 pour Joe Sakic du Colorado (2 en 1996, 1 en 1998, 1 en 2001, 2 en 2004, 1 en 2006 et 1 en 2008)
- Plus de buts en prolongation en une année de séries : 3 buts pour Mel Hill, Boston en 1939, tous contre les Rangers de New York, pour Maurice Richard, Montréal en 1951, 2 contre Détroit et 1 contre Toronto et pour Corey Perry, Anaheim en 2017, 1 contre Calgary, 1 contre Edmonton et 1 contre Nashville
- Plus de buts en prolongation en une série éliminatoire : 3 buts pour Mel Hill, Boston en 1939, contre les Rangers de New York, remportée par Boston 4-3. Hill a compté à 59 min 25 s de la prolongation le 21 mars pour une victoire de 2-1, à 8 min 24 s de la prolongation le 23 mars pour une victoire de 3-2, et à 48 min de la prolongation du 2 mars pour une victoire de 2-1
- Plus de buts en prolongation en finale de la Coupe Stanley : 3 buts pour Maurice Richard de Montréal

### Défenseur
- Plus de buts par un défenseur en une année de séries : 12 buts pour Paul Coffey de Edmonton en 1985 en 18 parties jouées
- Plus de buts par un défenseur en un match : 3 buts par Bobby Orr, Boston, le 11 avril 1971, par Dick Redmond, Chicago, le 4 avril 1973, par Denis Potvin, Islanders de New York, le 17 avril 1981, par Paul Reinhart, Calgary, le 14 avril 1983, par Doug Halward, Van, le 7 avril 1984, par Paul Reinhart, Calgary, le 8 avril 1984, par Al Iafrate, Washington, le 26 avril 1993, par Éric Desjardins, Montréal, le 3 juin 1993, par Gary Suter, Chicago, le 24 avril 1994, par Brian Leetch, Rangers de New York, le 22 mai 1995, et par Andy Delmore, Philadelphie, le 7 mai 2000
- Plus d'assistances par un défenseur en une année de séries : 25 assistances pour Paul Coffey de Edmonton en 1985 en 18 parties jouées
- Plus d'assistances par un défenseur en un match : 5 assistances par Paul Coffey, Edmonton, le 14 mai 1985 à Edmonton contre Chicago, match remporté par Edmonton 10-5
- Plus de points par un défenseur en une année de séries : 37 points pour Paul Coffey de Edmonton en 1985 (12 buts, 25 assistances en 18 parties jouées)
- Plus de points par un défenseur en un match : 6 points par Paul Coffey, Edmonton, le 14 mai 1985 à Edmonton contre Chicago (1 but, 5 assistances)

### Recrue
- Plus de buts par une recrue en une année de séries : 14 buts pour Dino Ciccarelli, Minnesota, en 1981 en 19 parties jouées
- Plus d'assistances par une recrue en une année de séries : 14 assistances pour Ville Leino, Philadelphie, en 2010 en 19 parties jouées
- Plus de points par une recrue en une année de séries : 21 points pour Dino Ciccarelli, Minnesota, en 1981 (14 buts, 7 assistances en 19 parties jouées), pour Ville Leino, Phi, en 2010 (7 buts, 14 assistances en 19 parties jouées) et pour Jake Guentzel, Pittsburgh, en 2017 (13 buts, 8 assistances en 25 parties jouées)

### Parties de 3 buts ou plus
- Plus de parties de 3 buts ou plus en séries : 10 parties pour Wayne Gretzky, Edmonton, Los Angeles, Saint-Louis, Rangers de New York (8 parties de 3 buts et 2 parties de 4 buts)
- Plus de parties de 3 buts ou plus en une année de séries : 4 parties pour Jari Kurri, Edmonton, en 1985 (1 partie de 4 buts et 3 parties de 3 buts)
- Plus de parties de 3 buts ou plus en une série éliminatoire : 3 parties pour Jari Kurri, Edmonton, en 1985 en finale de conférence contre Chicago, remportée par Edmonton 4-2. Kurri a marqué 3 buts le 7 mai à Edmonton, 3 buts le 114 mai à Edmonton et 4 buts le 16 mai à Chicago

### Séquences consécutives
- Plus longue séquence de matchs de buts consécutifs en une année de séries : 10 parties pour Reggie Leach de Philadelphie en 1976. La séquence débuta le 17 avril à Toronto et se termina le 9 mai à Montréal. Il compta 1 but dans chacune de 8 parties, 2 dans 1 parti et 5 dans une autre pour un total de 15 buts
- Plus longue séquence de matchs de points consécutifs en une année de séries : 18 parties pour Bryan Trottier des Islanders en 1981 (11 buts, 18 assistances, 29 points)
- Plus longue séquence de matchs de points consécutifs, plus qu'une année de séries : 27 parties pour Bryan Trottier des Islanders en 1980, 1981 et 1982. 7 matchs en 1980, 18 en 1981 et 2 en 1982.

### Buts les plus rapides
- But le plus rapide depuis le début d'un match : 6 s par Don Kozak du Los Angeles le 17 avril 1977 à LA contre Boston et leur gardien Gerry Cheevers. LA l'emporta 7-4
- But le plus rapide depuis le début d'une période (autre que la première période) : 6 s par Pelle Eklund de Philadelphie le 25 avril 1989 à Pittsburgh contre leur gardien Tom Barrasso en 2e période. Pittsburgh l'emporta 10-7
- 2 buts les plus rapides : 5 s pour Norm Ullman de Détroit le 11 avril 1965 à Détroit contre Chicago et leur gardien Glenn Hall. Ullman compta à 17 min 35 s et 17 min 40 s de la 2e période. Détroit gagna 4-2
- 2 buts les plus rapides depuis le début d'un match : 1 min 8 s par Dick Duff de Toronto le 9 avril 1963 à Toronto contre Détroit et leur gardien Terry Sawchuk. Duff compta à 49 s et 1 min 8 s. Toronto gagna 4-2
- 2 buts les plus rapides depuis le début d'une période : 35 s par Pat LaFontaine des Islanders le 19 mai 1984 à Edmonton contre leur gardien Andy Moog. LaFontaine compta à 13 s et 35 s de la 3e période. Edmonton gagna 5-2

### Pénalités
- Plus de minutes de pénalités en séries : 731 minutes de pénalités pour Dale Hunter, Québec, Washington et Colorado
- Plus de pénalités en un match : 8 par Forbes Kennedy, Toronto, le 2 avril 1969 à Boston et par Kim Clackson, Pittsburgh, le 14 avril 1980 à Boston
- Plus de minutes de pénalités en un match : 42 pour Dave Schultz, Philadelphie, le 22 avril 1976 à Toronto et par Deryk Engelland, Calgary, le 17 avril 2015 à Vancouver
- Plus de pénalités en une période : 6 pour Ed Hospodar, Rangers de New York, le 9 avril 1981 à Los Angeles en 1re période et par Deryk Engelland, Calgary, le 17 avril 2015 à Vancouver en 3e période
- Plus de minutes de pénalités en une période : 42 minutes pour Deryk Engelland, Calgary, le 17 avril 2015 à Vancouver en 3e période
- Plus de minutes de pénalités en finale de la Coupe Stanley : 94 minutes par Gordie Howe de Détroit en 55 matchs

### Gardien de but
- Plus de matchs où un gardien de but fit une apparition en séries : 247 matchs par Patrick Roy, Montréal, Colorado
- Plus de minutes jouées par un gardien de but : 15 209 minutes jouées par Patrick Roy, Montréal, Colorado
- Plus de minutes jouées par un gardien de but en une année de séries : 1 655 minutes jouées par Miikka Kiprusoff, Calgary en 2004 en 26 parties disputées
- Plus de blanchissages en séries : 24 blanchissages pour Martin Brodeur, New Jersey
- Plus de blanchissages en une année de séries : 7 blanchissages pour Martin Brodeur, New Jersey, en 2003 en 24 parties disputées
- Plus de blanchissages en une série éliminatoire : 3 par Clint Benedict, Maroons de Montréal en 1926 contre Victoria, par Dave Kerr, Rangers de New York en 1940 contre Boston, par Frank McCool, Toronto en 1945 contre Détroit, par Turk Broda, Toronto en 1950 contre Détroit, par Félix Potvin, Toronto en 1994 contre Chicago, par Martin Brodeur, New Jersey en 1995 contre Boston, par Brent Johnson, Saint-Louis en 2002 contre Chicago, par Patrick Lalime, Ottawa en 2002 contre Philadelphie, par Jean-Sébastien Giguère, Anaheim en 2003 contre Minnesota, par Martin Brodeur, New Jersey en 2003 contre Anaheim, par Ed Belfour, Toronto en 2004 contre Ottawa, par Nicolai Khabibulin, Tampa Bay en 2004 contre Islanders de New York, par Marty Turco, Dallas en 2007 contre Vancouver et par Michael Leighton, Philadelphie en 2010 contre Montréal
- Plus de victoires par un gardien de but en séries : 151 victoires pour Patrick Roy, Montréal, Colorado
- Plus de victoires par un gardien de but en une année de séries : 16 victoires ont été enregistrées en 22 occasions. Jonathan Quick est le gardien de but le plus récent à avoir accompli cette marque, avec un record de 16 victoires et 10 défaites en 2014. Cette marque fut accomplie la première fois par Grant Fuhr en 1988
- Plus de victoires consécutives par un gardien de but en plus qu'une année de séries : 14 par Tom Barrasso, Pittsburgh, 1992, 1993
- Plus de victoires consécutives par un gardien de but en une année de séries : 11 par Ed Belfour, Chicago en 1992, par Tom Barrasso, Pitt en 1992 et par Patrick Roy, Montréal en 1993
- Plus longue séquence de blanchissages : 270 min 8 s pour George Hainsworth, Montréal en 1930
- Plus de blanchissages consécutifs : 3 par Clint Benedict, Maroons de Montréal en 1926, par John Ross Roach, Rangers de New York en 1929, par Frank McCool, Toronto en 1945, par Brent Johnson, Saint-Louis en 2002, par Patrick Lalime, Ottawa en 2002, par Jean-Sébastien Giguère, Anaheim en 2003 et par Ilia Bryzgalov, Anaheim en 2006
- Plus d'années en finale de la Coupe Stanley : 10 par Jacques Plante (Montréal en 1953, 1954, 1955, 1956, 1957, 1958, 1959 et 1960, Saint-Louis en 1969 et 1970)
- Plus de matchs par un gardien de but en finale : 41 matchs par Jacques Plante (38 avec Montréal et 3 avec Saint-Louis)
- Plus de victoires par un gardien de but en finale : 25 victoires par Jacques Plante de Montréal

### Entraîneurs
- Plus de matchs dans une finale de la Coupe Stanley : 77 parties par Dick Irvin (5 avec Chicago, 29 avec Toronto et 43 avec Montréal)
- Plus de victoires dans les finales : 36 par Scotty Bowman (Montréal (20), Pittsburgh (4) et Détroit (12))
- Plus de Coupes Stanley : 9 par Scotty Bowman, Montréal en 1973, 1976, 1977, 1978, 1979, Pittsburgh en 1992 et Détroit en 1997, 1998 et 2002
- Coupes Stanley avec plus d'une équipe : 4 entraîneurs ont remporté la Coupe Stanley avec plus d'une équipe par Lester Patrick (Victoria en 1925 et Rangers de New York en 1928 et 1933), par Dick Irvin (Maple Leafs de Toronto en 1932 et Canadiens de Montréal en 1944, 1946 et 1953), par Tommy Gorman (Black Hawks de Chicago en 1934 et Maroons de Montréal en 1935) et par Scotty Bowman (Canadiens de Montréal en 1973, 1976, 1977, 1978, 1979, Penguins de Pittsburgh en 1992 et Red Wings de Détroit en 1997, 1998 et 2002)
- Ayant compté un but gagnant de la Coupe Stanley et ayant entraîné une équipe en victoire de la Coupe Stanley : Jacques Lemaire (entraîneur du New Jersey en 1995 et a marqué pour Montréal en 1977 et 1979), Toe Blake (entraîneur de Montréal en 1956, 1957, 1958, 1959, 1960, 1965, 1966 et 1968 et a marqué pour Montréal en 1944 et 1946), Cy Denneny (entraîneur de Boston en 1941 et a marqué pour Ottawa en 1927) et Frank Boucher (entraîneur des Rangers de New York en 1940 et a marqué pour les Rangers de New York en 1928)

### Toutes dans la famille
- Coupes Stanley remportées par les frères Boucher : George Boucher, Ottawa 1920, 1921, 1923, 1927, Billy Boucher, Montréal 1924, Bobby Boucher, Montréal 1924 et Frank Boucher, Rangers de New York 1928, 1933, 1940 (entraîneur)
- Coupes Stanley remportées par les frères Conacher : Charlie Conacher, Toronto 1932, Lionel Conacher, Chicago 1934, Maroons de Montréal 1935 et Roy Conacher, Boston 1939, 1941
- Coupes Stanley remportées par la famille Patrick : Lester Patrick, Wanderers de Montréal 1906, 1907, Victoria 1925 (entraîneur/DG/propriétaire), Rangers de New York 1928, 1933, 1940 (entraîneur/DG), Frank Patrick, Vancouver 1915 (joueur/entraîneur/DG/propriétaire), Lynn Patrick, Rangers de New York 1940, Muzz Patrick, Rangers de New York 1940 et Craig Patrick, Pittsburgh 1991, 1992 (DG)

## Records des séries éliminatoires de 1893 à 1918
- Plus de buts en séries : 63 buts pour Frank McGee, des Silver Seven d'Ottawa en 22 matchs de séries (7 buts en 4 matchs en 1903, 21 buts en 8 matchs en 1904, 18 buts en 4 matchs en 1905 et 17 buts en 6 matchs en 1906)
- Plus de buts en une série éliminatoire : 15 buts par Frank McGee, des Silver Seven d'Ottawa en 2 matchs en 1905 à Ottawa. Il marqua 1 but le 13 janvier dans une victoire de 9-2 contre Dawson City et 14 buts le 16 janvier dans une victoire de 23-2
- Plus de buts en un match de séries : 14 buts par Frank McGee, des Silver Seven d'Ottawa à Ottawa le 16 janvier 1905 dans une victoire de 23-2 contre Dawson City
- Trois buts les plus rapides : 40 s par Marty Walsh, des Sénateurs d'Ottawa à Ottawa le 16 mars 1911 à 3 min, 3 min 10 s et 3 min 40 s de la 3e période. Ottawa a défait Port Arthur 13-4